# سيرجيو ماير
سيرجيو ماير (بالإسبانية: Sergio Mayer)‏ هو ناشط ومنتج ومشرع وممثل مكسيكي، ولد في 21 مايو 1966 بمدينة مكسيكو في المكسيك. بدأ مشواره المهني سنة 1993.

## وصلات خارجية
- سيرجيو ماير على موقع IMDb (الإنجليزية)
- سيرجيو ماير على موقع قاعدة بيانات الفيلم (الإنجليزية)